# Dagmar Gómez
Dagmar Gómez González (29 marzo 1972) è un ex giocatore di calcio a 5 cubano.

## Carriera
Gómez ha disputato diverse competizioni internazionali con la nazionale cubana, a partire dal CONCACAF Futsal Championship 1996 di cui i caraibici vinsero la medaglia d'argento. Nello stesso anno figurò tra i convocati al FIFA Futsal World Championship 1996 in cui i cubani, alla prima partecipazione, uscirono nel girone del primo turno comprendente Brasile, Belgio e Iran. Nel 2000 e nel 2004 Cuba perse nuovamente la finale del torneo continentale. Gómez partecipò anche ai mondiali del 2000 e del 2004, in cui la selezione cubana si fermò al primo turno.